# José Enrique Sánchez
José Enrique Sánchez Díaz (Valencia, 23 de janeiro de 1986) é um ex-futebolista espanhol que atuou como lateral-esquerdo.

## Clubes
Iniciou sua carreira futebolística no Levante, antes de ser abocanhado pelo Valencia. Valencia enviou para o Celta de Vigo por um período de empréstimo ao longo desta temporada. No final deste período de empréstimo foi assinado pelo Villarreal em 2006, após várias apresentações atraentes para o Celta de Vigo. O bem cotado lateral-esquerdo teve uma bem sucedida temporada 2006/07 com o Villarreal antes de sua transferência para Inglaterra. A partir da idade de 7 José Enrique era um atleta interessado devido à sua velocidade alucinante. Ele era um membro do clube de corrida Benimaclet em Valência e logo foi pego como um prospeto quente. Quando ele completou 16 anos ele teve a difícil escolha de fazer uma carreira na corrida e representando a Espanha em competições grandes como as Olimpíadas, ou a assinatura de uma bolsa de estudos da juventude com o Levante.

### Newcastle United
Em 6 de agosto de 2007, foi confirmado que Newcastle United tinha assinado José Enrique para uma taxa Acredita-se que 6,3 £. Ele assinou um contrato de cinco anos com o clube que venceu a concorrência de Manchester City e Liverpool para sua assinatura. Enrique fez sua estréia no Newcastle em 29 de Agosto, na partida contra o Barnsley em que jogou os 90 minutos. Newcastle venceu a partida por 2-0. Embora considerada um warm up para Enrique, seu ritmo de recuperação e natureza calma na bola augura nada de bom para sua capacidade. Ele finalmente fez sua estréia na Premier League como um substituto contra o West Ham United em 23 de Setembro.

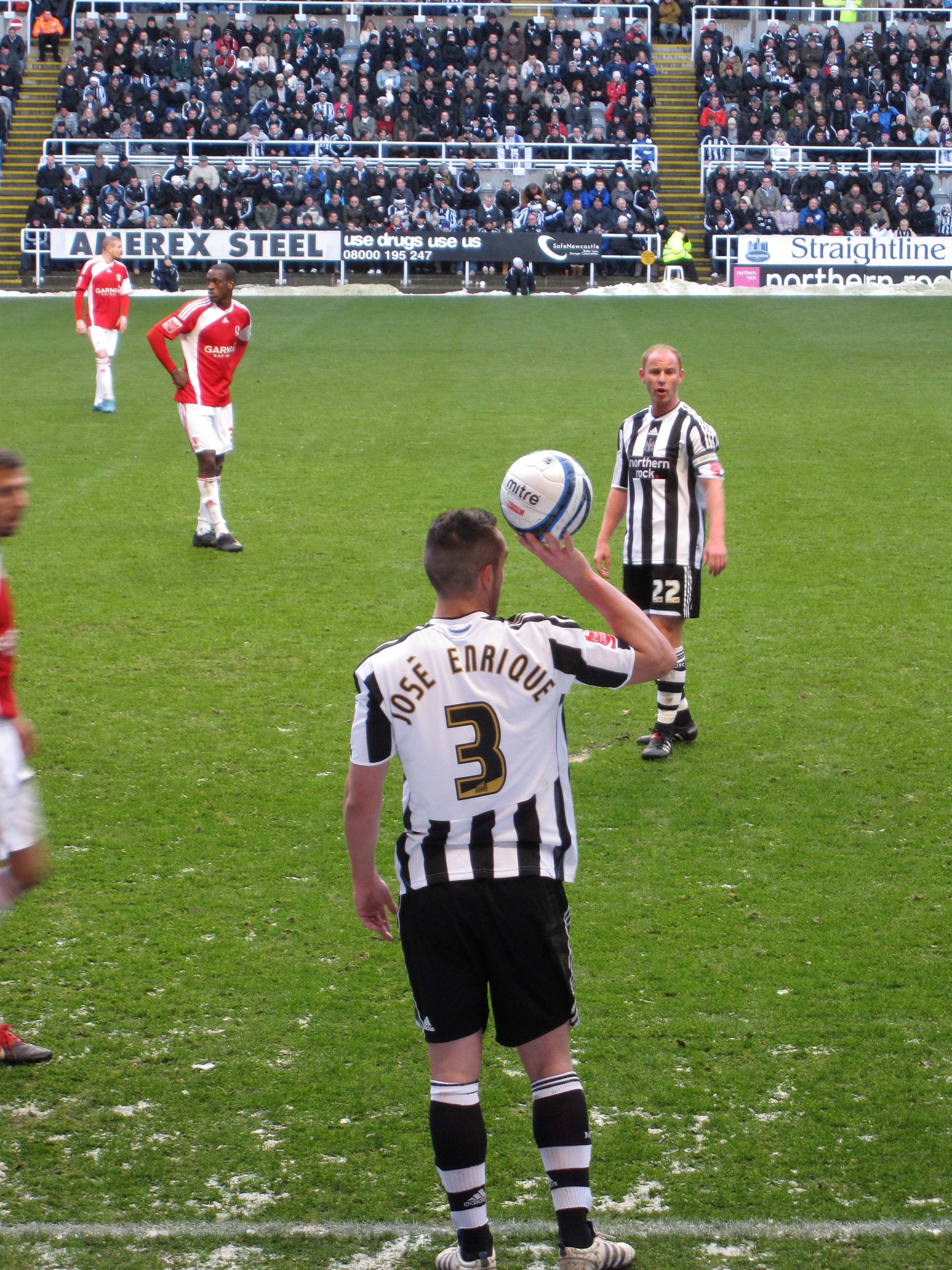
Enrique indo bater lateral.

Suas aparições para Newcastle em toda a temporada de 2007-08 eram um pouco esporádicas, com o então gerente de Sam Allardyce citando o fato de que Enrique ainda era jovem e de liquidação para a Premier League como a razão para isso. Na ausência de qualquer outro reconhecida superior esquerdo costas meia Charles N'Zogbia foi implantado nesta posição. Quando José Enrique fez o jogo, ele mostrou uma grande promessa, provando ser um defensor forte, que é adepto de posse. José Enrique também é admirado por sua capacidade de escolher os companheiros de equipe com passes longos e muito precisas, especialmente fora de seu pé esquerdo favorecida. Durante sua primeira temporada em Tyneside, ele ajudou a manter o seu lado sete golos dos 28 jogos que ele jogou. 
Após rebaixamento Newcastle, em maio de 2009, o clube teve que vender um lote de seus melhores jogadores e inúmeros defensores chave deixados incluindo Habib Beye e Sébastien Bassong. O êxodo em massa, juntamente com a boa forma José Enrique, fez com que vários clubes para manter um olho nele, incluindo Sunderland , apesar de em 1 de dezembro em uma entrevista com o jornal, quando questionado sobre uma transferência para o Sunderland, José Enrique disse o seguinte, "Eu não me importo com Sunderland Mesmo que os jornais disseram. Chelsea não me importo Eu me preocupo com minha equipe -. Eu amo a cidade, eu amo o clube e eu não me importo com a assinatura para outra equipe. "
Suas performances foram recompensados quando foi feito o oficial Newcastle United jogador da temporada de 2009-10, votado pelos fãs. Ele também alcançou o galardão de ser nomeado no Team Championship PFA do ano ao lado do companheiro Newcastle United jogadores Fabricio Coloccini, Kevin Nolan e Andy Carroll.
José Enrique marcou seu primeiro gol pelo clube em um campeonato 2-0 conquistar rivais promoção Nottingham Forest em 29 de março de 2010. No final da temporada 2010-11, ele fez 36 aparições da Premier League no total para os Magpies.

### Liverpool

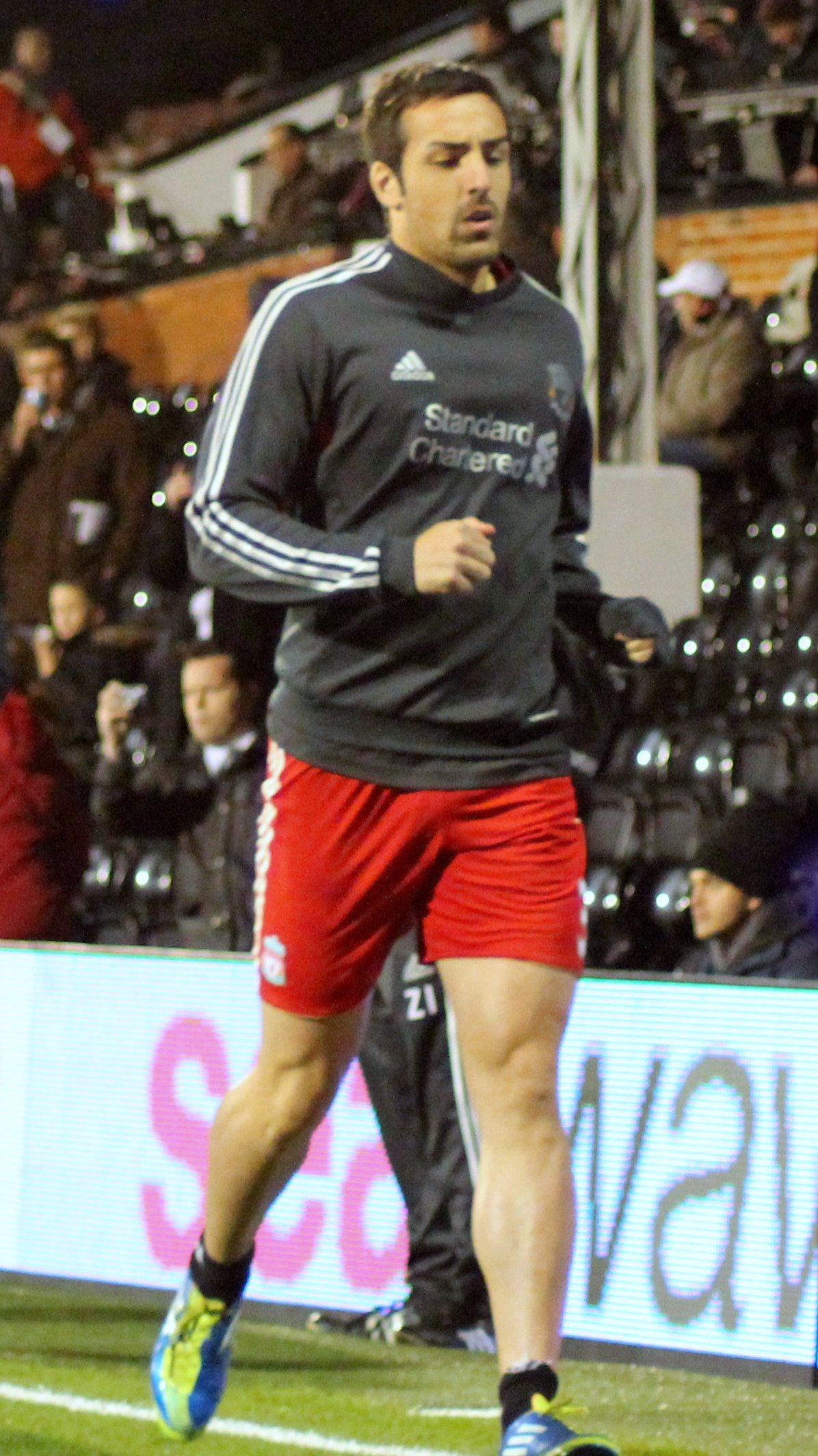
José Enrique se preparando para uma partida pelo Liverpool

Em 11 de Agosto 2011, foi oficialmente declarado que o Newcastle tinha acordado uma taxa de 7 milhões de libras com o Liverpool para José Enrique, que lhe permite discutir os termos pessoais e passar por um médico com o clube de Merseyside. Foi oficialmente anunciado no dia seguinte no site do Liverpool que José Enrique havia se juntado ao clube de Merseyside em um contrato de longo prazo depois de passar um exame médico e concordando termos pessoais.
Em 13 de agosto de 2011, José Enrique fez sua estréia no primeiro jogo do Liverpool, da Premier League 2011-12, a partir de volta para a esquerda em um empate de 1-1 contra o Sunderland. Em 20 de Agosto de 2011, Enrique fez sua segunda aparição e jogou os 90 minutos na vitória por 2-0 sobre o Arsenal no Emirates Stadium, também sendo nomeado homem do jogo. Em 24 de Setembro, José Enrique, desde a assistência que ajudaram Luis Suárez a marcar na vitória por 2-1 sobre o Wolverhampton Wanderers em Anfield. Em 1 de Outubro, José Enrique apareceu em seu primeiro derby de Merseyside para o Liverpool, fazendo outra assistência para Andy Carroll em uma vitória por 2-0 para os Reds sobre os rivais do Everton.
Em 2 de Outubro, foi anunciado que o jogador tinha sido eleito o melhor verão de assinar pelo Liverpool fãs com 74,5% dos votos, à frente de nomes como Charlie Adam e Craig Bellamy.

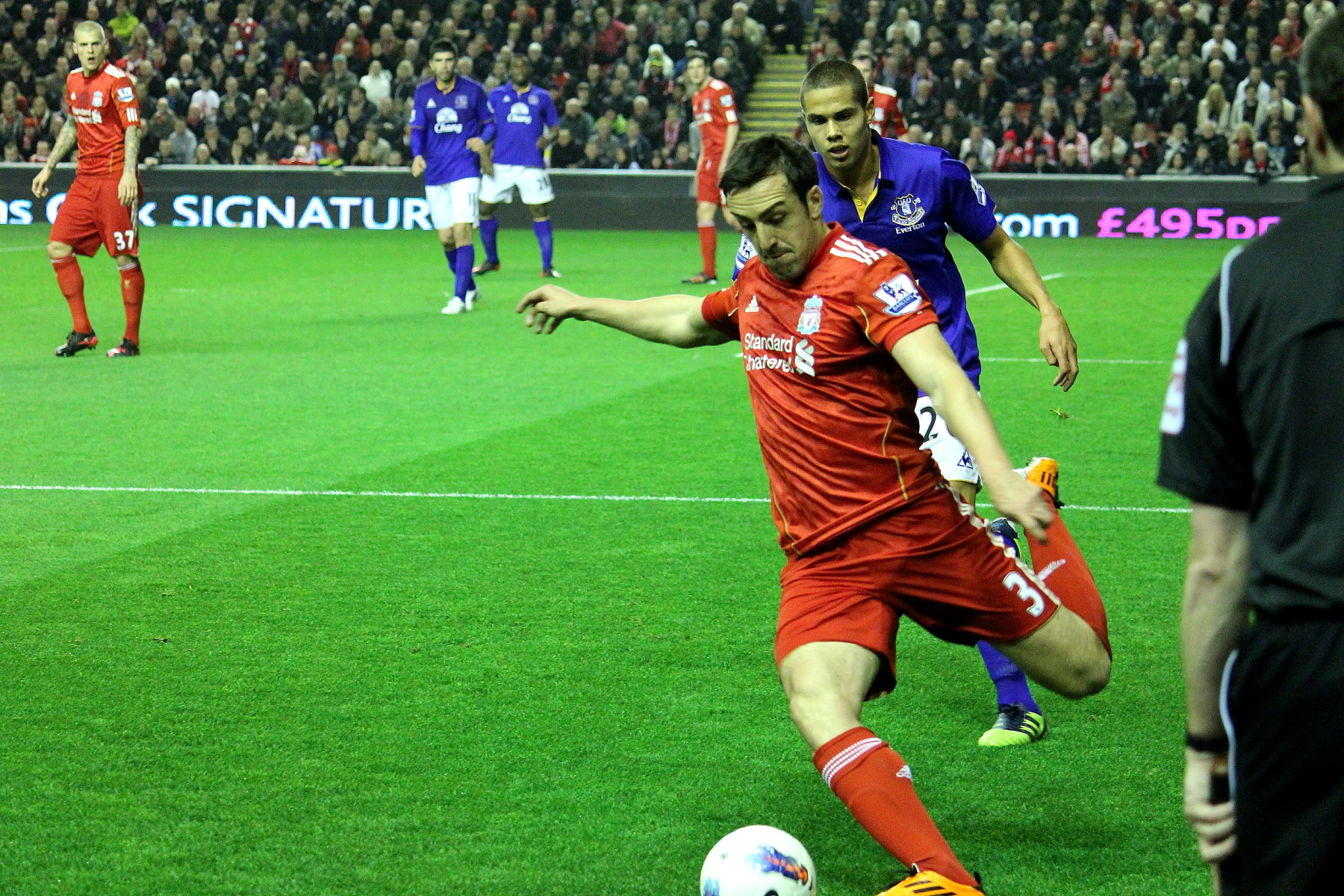
José Enrique jogando na temporada 2011-12.

Em 23 de Dezembro de 2011, José Enrique foi escolhido em ESPN.com 's Premier League Melhor XI para o primeiro semestre da temporada.
Em 26 de fevereiro de 2012, ele ajudou o Liverpool a conquistar seu primeiro troféu desde 2006, que conquistou a Carling Cup Final 2012.
Em 1 de abril de 2012, José Enrique foi obrigado a jogar na posição de goleiro porque seu companheiro de equipe Pepe Reina foi expulso no jogo contra o Newcastle pela rodada 31ª do Campeonato Inglês.
Em 17 de novembro de 2012, num jogo do campeonato contra o Wigan Athletic, marcou seu primeiro gol pelo Liverpool, aos 65 minutos sido cada vez reinventado como um meio-campista lado esquerdo de ataque em um 3-5-2 convencional sob a posse de Brendan Rodgers. Marcou seu segundo gol pelo Liverpool em 17 de fevereiro de 2013, contra o Swansea City em uma vitória por 5 a 0.

## Títulos
Newcastle United
- Football League Championship: 2009–10

Liverpool
- Copa da Liga Inglesa: 2011–12

### Prêmios Individuais
- PFA Team of the Year: 2009–10
- FIFA 13 Celebrity Cup: 2012